# 沙克爾福 (密蘇里州)
沙克爾福（英語：Shackleford）是位於美國密蘇里州薩林縣的非建制地區。

## 歷史
沙克爾福的郵局於1879年設立，其後於1959年停運。

## 地理
沙克爾福所處的海拔為高於海平面239米（即784英呎），而該地所採用的時區為UTC-6，即北美中部時區（CST）。同時該地設有夏令時間，為UTC-6調快一小時，即UTC-5（CDT）。